# Абрамян, Генрик Айрикович
Генрик Айрикович Абрамян (арм. Հենրիկ Աբրահամյան, родился 4 октября 1939, село Сарухан, Нор-Баязетский район, Армянская ССР — 27 октября 1999, Ереван) — депутат парламента Армении, погибший в результате террористического акта в армянском парламенте (1999).

## Биография
- 1961 — окончил Армянский государственный педагогический институт имени Х. Абовяна. Историк, филолог. Журналист. Кандидат исторических наук.
- С 1961 — работал в редакции газеты «Авангард» корреспондентом, заместителем главного редактора.
- С 1982 — работал в отделе пропаганды центрального комитета Армении.
- С 1986 — заместитель главного редактора газеты «Советская Армения».
- 1990—1999 — был главным редактором газеты «Армения».
- 30 мая 1999 — избран депутатом парламента. Член комиссии по внешним сношениям. Член политсовета НПА.
- Указом президента от 27 декабря 1999 за значительные заслуги перед родиной посмертно награждён медалью Мовсеса Хоренаци.